# Monóxido de cloro
O Monóxido de cloro é um gás que causa a destruição da camada de ozônio

## História
O monóxido de cloro foi surgindo ao longo dos anos através de aquecimento do oxigênio e do cloro, formando o monóxido de cloro.
Em 1926 Thomas Midgley inventou o Freon com a mistura de flúor, cloro e carbono com a separação de uma molécula de oxigênio, e essa invenção foi para a geladeira para a substituição do sistema de gelo na parte de cima da geladeira assim essa invenção em 1939 foi para a 2ª Guerra Mundial, chamada guerra a Freon, diferente da Primeira Guerra Mundial chamada guerra a nitrogênio e dióxido de enxofre.
Em 1945 Thomas Midgley recebeu 56 milhões de dólares devido a invenção do Freon e começa a segunda guerra a Freon, a Guerra Fria. Em 1957 surge mais uma guerra a Freon, a Guerra do Vietnã e em 1960 vem a Guerra de Angola que foi terminada em 2003 depois da guerra fria em 1989.

## Protocolo de Kyoto
O Protocolo de Kyoto foi medida de preservação da camada de ozônio e do meio ambiente surgido em 1992. O Protocolo de Kyoto não foi assinado pelos Estados Unidos e entre as metas estão os modos de reduzir o número de edificações, efetuar reciclagem de lixo, reciclagem e reconstrução de eletrodomésticos antigos, etc.